# Meliosma linearifolia
Meliosma linearifolia là một loài thực vật thuộc họ Sabiaceae. Đây là loài đặc hữu của Panama. Chúng hiện đang bị đe dọa vì mất môi trường sống.